# Ariel Durant
Ariel Durant (ur. 10 maja 1898, zm. 25 października 1981) – urodzona w Rosji, amerykańska pisarka. Współautorka (z mężem Willem Durant) „Historii Cywilizacji” nagrodzonej Pulitzerem w kategorii literatury faktu.

## Biografia
Urodziła się w Prusakowie (ówczesnym Cesarstwie Rosyjskim, obecnie Ukrainie) jako Czaja (Ida) Kaufman. Jej rodzicami byli Żydzi, Etel Appel Kaufman i Józef Kaufman. Rodzina wyemigrowała w 1900 roku do Stanów, zatrzymując się po drodze na parę miesięcy w Londynie. Ariel miała trzy starsze siostry: Sarę, Marię i Florę oraz trzech starszych braci: Harriego, Maurice i Michaela. Flora towarzyszyla siostrze jako asystentka i później zamieszkała z Durantami w Kalifornii.
Ariel poznała swojego przyszłego męża, kiedy była uczennicą w Ferrer Modern School w Nowym Jorku. Will był wówczas nauczycielem w tej szkole, ale zrezygnował z posady, aby ożenić się z Ariel, która w momencie ślubu, 31 października 1913 roku, miała 15 lat. Ślub odbył się w Ratuszu w Nowym Jorku. Ariel przyjechała na niego na wrotkach, z Harlemu.
Małżeństwo miało jedną córkę Ethel Benvenuta i adoptowanego syna Louis.
W 1968 roku Durantowie zostali nagrodzeni Pulitzerem w dziedzinie literatury faktu za dziesiąty tom „Historii Cywilizacji” pt. „Rousseau i Rewolucja”. W 1977 roku otrzymali Prezydencki Medal Wolności z rąk Geralda Forda, a Ariel została ogłoszona Kobietą Roku przez miasto Los Angeles.
Durantowie napisali 420 stronicową wspólną biografię, wydaną w 1978 roku przez Simon & Schuster (,,Podwójna autobiografia”).
Ariel zmarła zaledwie dwa tygodnie przed mężem, w 1981 roku. Durantowie zostali pochowani w Los Angeles na cmentarzu Westwood Village Mamorial Park.
Ariel powiedziała kiedyś swojej wnuczce, Monice Mehill, że to co ich z mężem różniło, pozwalało im też wzrastać.